# Anderstorp, Store mosse
Anderstorp, Store mosse este o arie protejată (arie specială de conservare — SAC, sit de importanță comunitară — SCI, arie de protecție specială avifaunistică — SPA) din Suedia întinsă pe o suprafață de 1.779,8 ha, integral pe uscat.

## Localizare
Centrul sitului Anderstorp, Store mosse este situat la coordonatele 57°19′30″N 13°36′19″E / 57.3249°N 13.6053°E.

## Înființare
Situl Anderstorp, Store mosse a fost declarat sit de importanță comunitară în ianuarie 1997 pentru a proteja 8 specii de animale. Alte tipuri de protecție:
- arie de protecție specială avifaunistică (în aprilie 2004)[2]
- arie specială de conservare (în martie 2011)[1][3][4]

## Biodiversitate
Situată în ecoregiunea boreală, aria protejată conține 7 habitate naturale: Mlaștini turboase de tranziție și turbării mișcătoare, Taiga vestică, Cursuri de apă de la nivel de câmpie la nivel montan, cu vegetație Ranunculion fluitantis și Callitricho-Batrachion, Mlaștini oligotrofe degradate, capabile încă de regenerare naturală, Mlaștini împădurite, Lacuri și iazuri distrofice naturale, Turbării active.
La baza desemnării sitului se află mai multe specii protejate de  păsări (8): caprimulg (Caprimulgus europaeus), cocor (Grus grus), sfrâncioc roșiatic (Lanius collurio), codobatura galbenă (Motacilla flava), culic mare (Numenius arquata), ploier auriu (Pluvialis apricaria), cocoșul de mesteacăn (Tetrao tetrix tetrix), fluierar de mlaștină (Tringa glareola).